# Call of Duty: World at War: Final Fronts
Call of Duty: World at War: Final Fronts – adaptacja Call of Duty: World at War na konsolę PlayStation 2, opracowana przez Rebellion Developments.

## Rozgrywka
Akcja Call of Duty: World at War: Final Fronts rozgrywa się podczas II wojny światowej na froncie azjatyckim oraz wschodnioeuropejskim. 
Call of Duty: World at War: Final Fronts jest ostatnią grą z serii Call of Duty przeznaczoną na konsolę PlayStation 2.
Gra działa na silniku graficznym Asura Engine.